# Kalkhällsfly
Kalkhällsfly, Athetis gluteosa, är en fjärilsart som beskrevs av Georg Friedrich Treitschke 1835. Kalkhällsfly ingår i släktet Athetis och familjen nattflyn, Noctuidae. Enligt den finländska rödlistan är arten starkt hotad, EN, i Finland. Enligt den svenska rödlistan är arten nära hotad, NT, i Sverige. Arten förekommer på Gotland, norra Öland och i ett mindre område i Medelpad samt tillfälligtvis även funnen i Småland. I Finland föerkommer arten på några spridda lokaler från södra kusten norr ut till Birkaland och norra Karelen. Artens livsmiljö är torra områden med gles vegetation så som hedskog, luckig tallskog eller alvarmark. Inga underarter finns listade i Catalogue of Life.

## Bildgalleri

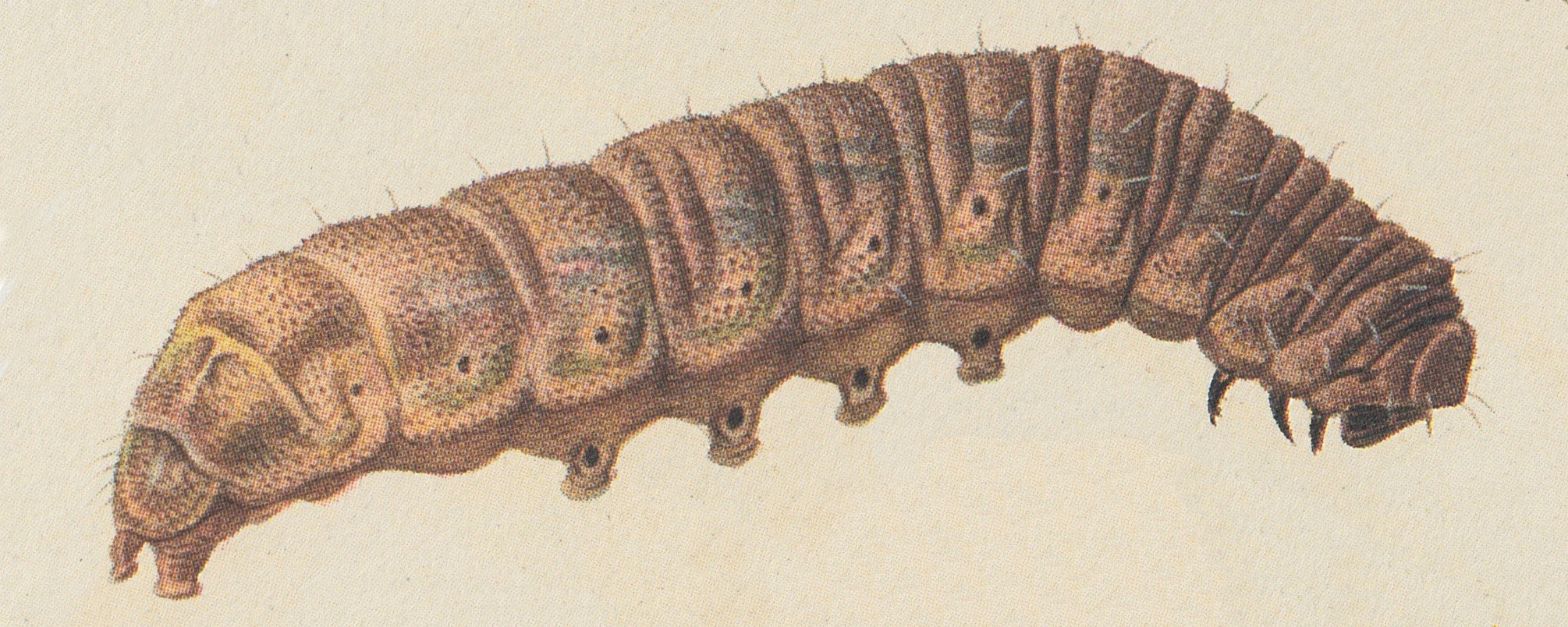
Illustration av fjärilens larv
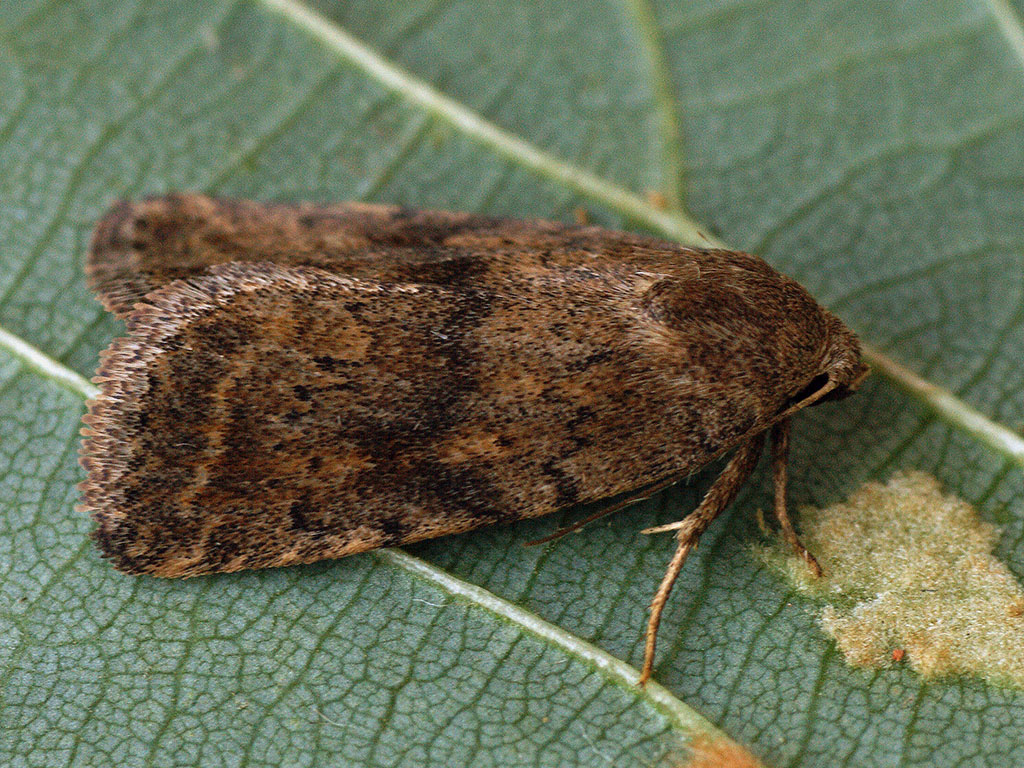
Imago fjäril
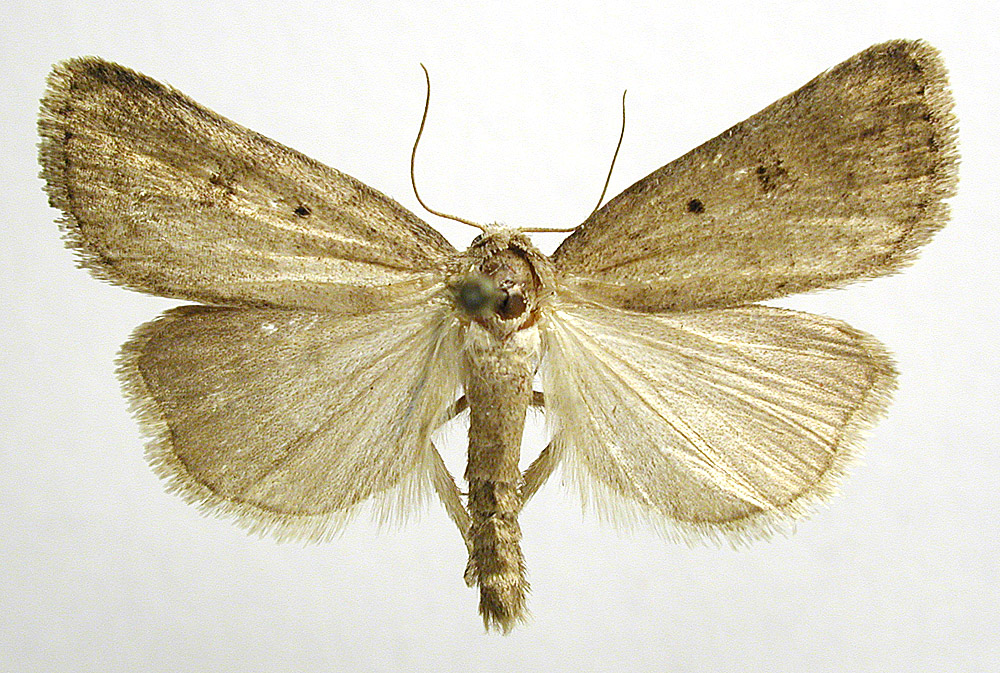
Preparerad (uppnålad) imago fjäril